# Statutum in favorem principum

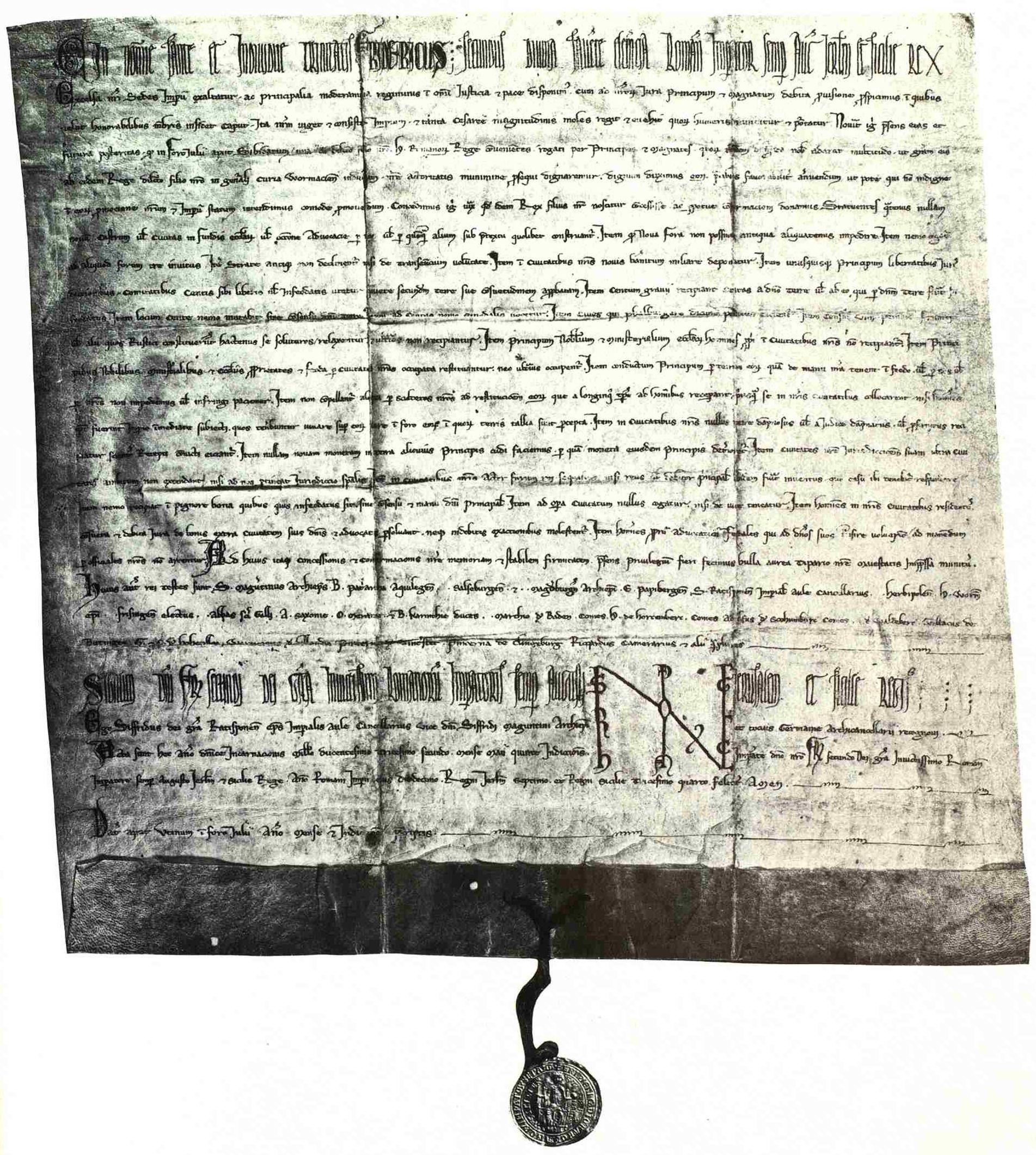
Das Statutum in favorem principum (Würzburger Ausfertigung)

Das Statutum in favorem principum (deutsch Statut zugunsten der Fürsten, die Bezeichnung stammt aus dem 19. Jahrhundert), auch Reichsspruch von Worms genannt, ausgestellt auf dem Hoftag in Worms vom 1. Mai 1231, war ein Privileg König Heinrichs (VII.) an die Reichsfürsten des Heiligen Römischen Reiches. Der König war insbesondere wegen seiner städtefreundlichen Politik in Konflikt mit den Reichsfürsten geraten. Kaiser Friedrich II. musste das Privileg im Mai 1232 bestätigen. Ein Teil der Bestätigung wurde allerdings schon im Januar in Ravenna ausgefertigt.
Es beinhaltet die Festschreibung aller bis zu diesem Zeitpunkt den Fürsten zuerkannten und von ihnen selbst erworbenen Vorrechte (Regalien) in 23 Artikeln. Außerdem bedeutet diese Urkunde eine Garantieerklärung der genannten Privilegien für die Zukunft, wie Selbstständigkeit bei der Verwaltung des eigenen Territoriums, Gerichtsbarkeit und Erhebung von Zöllen. Gemeinsam mit der Confoederatio cum principibus ecclesiasticis bildete es den Ausgangspunkt der föderalistischen Entwicklung im Reich und seinen Nachfolgestaaten.

## Ausgangslage
Die ursprünglich autonomen Stammesherzogtümer hatten sich im 12. Jahrhundert zu abhängigen Reichsfürstentümern gewandelt. Diese Wandlung ging, wie sich an den Auseinandersetzungen z. B. Heinrichs des Löwen mit den Stauferkaisern zeigt, nicht konfliktfrei vonstatten, schien aber zunächst zu einem eher zentralistischen Staatswesen zu führen. Die Lage drehte sich unter Kaiser Friedrich II. Dieser versuchte einerseits wie in seinem Königreich Sizilien die königliche Macht zu steigern, indem er z. B. Städte auf bischöflichem Grund und Boden gründete. Andererseits lebte er vorwiegend in Italien, wodurch es ihm in Deutschland an Präsenz fehlte, um dabei zielstrebig vorzugehen und die Fürsten wirkungsvoll einschüchtern zu können. Außerdem war er durch seine ständigen Konflikte mit den Päpsten auf ein halbwegs konfliktfreies Verhältnis zu den Reichsfürsten angewiesen. Sein Sohn, der nur in Deutschland regierende König Heinrich (VII.), verfolgte vordergründig zwar dasselbe Ziel wie der Kaiser, durch Förderung der Städte ein Gegengewicht gegen die Fürsten zu schaffen, jedoch fehlte es ihm durch seine Jugend an Autorität gegenüber den Fürsten, außerdem verärgerte er diese durch seine unverhohlene Förderung von Ministerialen, die er zu seinen höchsten Ratgebern berief. Dadurch rief er deren Widerstand hervor, so dass er im Januar 1231 seiner städtefreundlichen Politik schließlich abschwören musste. Eine weitere Absicherung gegenüber dem König erlangten die Fürsten auf der Reichsversammlung in Worms im Frühjahr 1231 mit dem „Statutum“.
Kaiser Friedrich II. bestätigte dieses Privileg ein Jahr später, als er zu Verhandlungen mit den deutschen Fürsten in Cividale del Friuli weilte. Allerdings sollten die begünstigten Fürsten aus Sicht des Kaisers auch wieder stärker in die Pflicht zur Mitverantwortung am Reich als Ganzes genommen werden.

## Inhalt des Statuts
Artikel 1 bis 5 des Statutes verbot den Bau von königlichen Burgen und Städten auf kirchlichem Grund bzw. zu Lasten der Fürsten. Insbesondere die Gründungen von Städten auf kirchlichem Gebiet hatte zu Unmut bei den kirchlichen Fürsten geführt. Alte Märkte durften nicht durch die Gründung neuer Märkte geschädigt werden und der Zwang zum Besuch bestimmter Märkte wurde aufgehoben. Weiterhin wurde die Bannmeile um neu gegründete königliche Städte beseitigt.
In den Artikeln 6 bis 9 erkannte Friedrich II. das Gesetzgebungsrecht der Fürsten an, was langfristig zur Ablösung des vorherrschenden Gewohnheitsrechts durch territoriales Landrecht führte.
Die Artikel 10 bis 23 wenden sich hauptsächlich gegen die königlichen Städte. Ihnen wurde u. a. verboten, fürstliche und kirchliche Eigenleute aufzunehmen und die städtische Gerichtsbarkeit auf Kosten der fürstlichen auszudehnen. Weiterhin mussten Eigengüter und Lehen, die die Städte in Besitz genommen hatten, zurückgegeben werden. Das fürstliche Geleit- und Münzrecht wurde garantiert.

## Wirkung
Das Heilige Römische Reich ging durch diese Anerkennung einer föderalen Ordnung einen anderen Weg als die anderen europäischen Reiche, die sich – mit Ausnahme Italiens, dessen Reichseinigung erst im 19. Jahrhundert erfolgte – zentralisierten. Schaut man sich die heutige verfassungsrechtliche Situation in den modernen Staaten Europas an, so zeigt sich, dass das Statut von 1231 bis heute nachwirkt. Lediglich Staaten, die in das Gebiet des damaligen Heiligen Römischen Reiches fallen (Deutschland, Österreich, Schweiz), haben eine dauerhafte föderale Tradition, während in den übrigen großen Staaten Europas der Föderalismus (bzw. eine Devolution) stets über die Autonomiebestrebungen einzelner Gebiete nach 1945 erkämpft wurde. Frankreich, Spanien und Großbritannien beispielsweise bleiben ihrem Selbstverständnis nach Zentralstaaten, die einzelnen Regionen gewisse Rechte eingeräumt haben.

## Forschung
Während man in der Forschung des 19. Jahrhunderts in diesem Erlass und dem etwas älteren Privileg Confoederatio cum principibus ecclesiasticis den entscheidenden Schritt zum deutschen Partikularismus sah, wird in der neueren Forschung betont, dass in beiden Privilegien lediglich die bereits seit einigen Jahrzehnten von den geistlichen und weltlichen Fürsten wahrgenommenen Rechte förmlich anerkannt und bestätigt wurden.
Die Regalienhoheit war bereits im Verlauf eines Prozesses von der Ebene des Königs auf die Ebene der Fürsten übergegangen und zum Zeitpunkt der beiden Erlasse waren die genannten Regalien bereits fürstliche Gewohnheitsrechte – wenn sie auch erst durch die beiden Privilegien schriftlich festgelegt wurden. Dieser Prozess vollzog sich insbesondere in den Endjahren der Herrschaft Friedrichs I. und in den Jahren des sogenannten Deutschen Thronstreits von 1198 bis 1215.
Die Bestätigung politischer Mitbestimmungsrechte durch die Fürsten wird hinsichtlich ihrer Bedeutung teilweise in der Forschung verglichen mit der Carta Magna Leonesa des Königreichs León (1188), der Magna Charta Libertatum Englands (1215) oder der ungarischen Goldenen Bulle von 1222.